# Rodney McKay
El doctor Meredith Rodney McKay (conocido simplemente como Rodney McKay) es un personaje de ficción del universo ficticio de Stargate, interpretado por el actor David Hewlett. Tuvo sus primeras apariciones en la serie Stargate SG-1, formó parte del grupo protagonista de Stargate Atlantis y aparece en el episodio 15 de la segunda temporada de Stargate Universe junto a Richard Woolsey.
Posee un doctorado en astrofísica, vivía solo con su gato, le gustan las mujeres rubias, es alérgico a los cítricos y su carácter pedante y egocéntrico son características muy conocidas y poco apreciadas por sus compañeros.

## Historia
Rodney McKay nació en Canadá durante 1968. Tiene una hermana que se llama Jeannie Miller, que es casi tan brillante como él y también científica, pero cuando esta decidió empezar su propia familia, tuvieron una fuerte discusión y estuvieron cuatro años sin hablarse. Los padres de McKay le culpan de todos sus problemas. Cuando tenía 6 años su padre le leyó Moby Dick y desde entonces tiene una pesadilla recurrente en la que es comido por una ballena. Rodney decidió dedicarse a las ciencias después de que su profesor de piano le dijera que era "un gran intérprete mecánico" pero sin sentir la música. Durante su juventud estuvo en los Boys Scouts, en la Tropa 14 del Fuerte de las Nutrias McMurray (nombre relativo a un equipo de rugby de Quebec). Durante sus años de universidad consiguió dos doctorados en física. También admitió haber "probado" cannabis en la universidad y según él no sufrió ningún efecto negativo, excepto por un picor y el deseo de comerse toda una barra de pan.
Antes de ser requeridos sus servicios por el SG-1, estuvo destinado en el Área 51 donde se convirtió en uno de los principales expertos en la red de Stargate sin pertenecer al Comando Stargate. Se le asigna ayudar a la mayor Carter a recuperar a Teal'c que ha quedado atrapado en el Stargate al ser interrumpida la conexión por una explosión debida a que la nave de Tanith se estrelló contra el dispositivo. Rodney cree que es un desperdicio de esfuerzos y recursos y que no se podrá recuperar a Teal'c tras un plazo de dos días, pero se demuestra que se equivocaba. Se le asigna entonces a Rusia para supervisar la transferencia y el desarrollo de la tecnología del reactor de naquahdah. Se le vuelve a asignar para ayudar al CSG cuando Anubis intenta sobrecargar la puerta de Colorado con un pulso energético armónico. La relación con Sam se estrecha e incluso llega a disculparse por estar equivocado.
Con el descubrimiento de Atlantis en la Galaxia Pegasus, se le asigna a la expedición de la doctora Weir, como jefe científico consultor. Deja su apartamento y su gato en la Tierra, al cuidado de su vecina. Se convierte en el mayor experto de la expedición sobre los Antiguos y se le asigna al equipo de exploración del mayor Sheppard con Teyla y el teniente Ford. Nacido sin el gen de los Antiguos, McKay se presenta voluntario para ser el primer humano en someterse en la terapia genética del doctor Beckett y se convierte en el primer portador del gen artificial de los Antiguos.
En su vida personal, al final de la quinta temporada empieza a salir con la doctora Jennifer Keller. Previamente había salido con una doctora en botánica, a la que llegó a declararse. Tras retirar su oferta, ella volvió a la Tierra.